# Waldreservat Onsernone

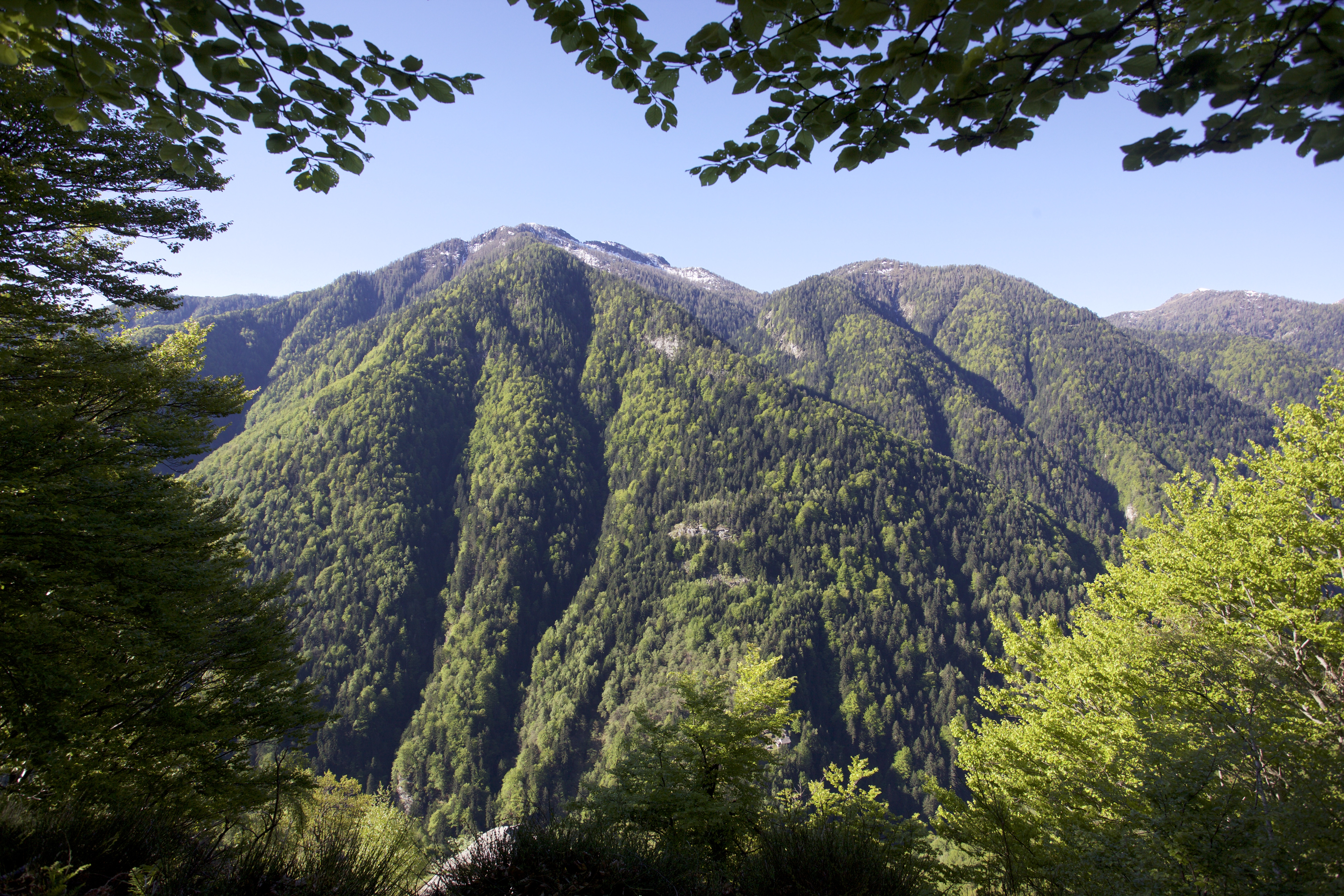
Das Waldreservat Onsernone

Das Waldreservat Onsernone liegt im oberen Onsernonetal im Schweizer Kanton Tessin, auf der rechten Talseite des Flusses Isorno gegenüber den Dörfern Crana, Comologno und Spruga.
Es erstreckt sich über eine Fläche von 789 Hektar, liegt zwischen 640 m ü. M. und 1760 m über dem Meeresspiegel und grenzt an die Staatsgrenze zwischen der Schweiz und Italien. Das Reservat wurde am 15. Juli 2002 durch eine Vereinbarung zwischen der Gemeinde Onsernone und dem Kanton Tessin gegründet.
Die Vegetation reicht von Buchenwäldern in tieferen Lagen über Mischwälder bis zu einem zentralen Fichtenbestand (Picea abies) und Lärchenwäldern oberhalb von 1500 m.

## Geschichte
Seit der Zeit der Kelten und Walser wurde das Gebiet genutzt. Im 19. Jahrhundert kam es zu starken Abholzungen, der Holztransport per Flösserei endete 1876. Der letzte Holzeinschlag erfolgte 1988. Seit 2002 ist eine natürliche Entwicklung über Jahrzehnte gesichert, unterstützt von Kanton, Gemeinde und Pro Natura.

## Ökologie
Die natürliche Entwicklung ohne menschlichen Eingriff lässt Totholz, alte Bäume und ganze Lebenszyklen zu. Etwa 70 Vogelarten, darunter der Schwarzspecht, sowie Füchse, Marder, Rehe, Gämsen und Rothirsche leben im Reservat. Auffällig sind auch grosse Nester roter Waldameisen.

## Tourismus und Zugang

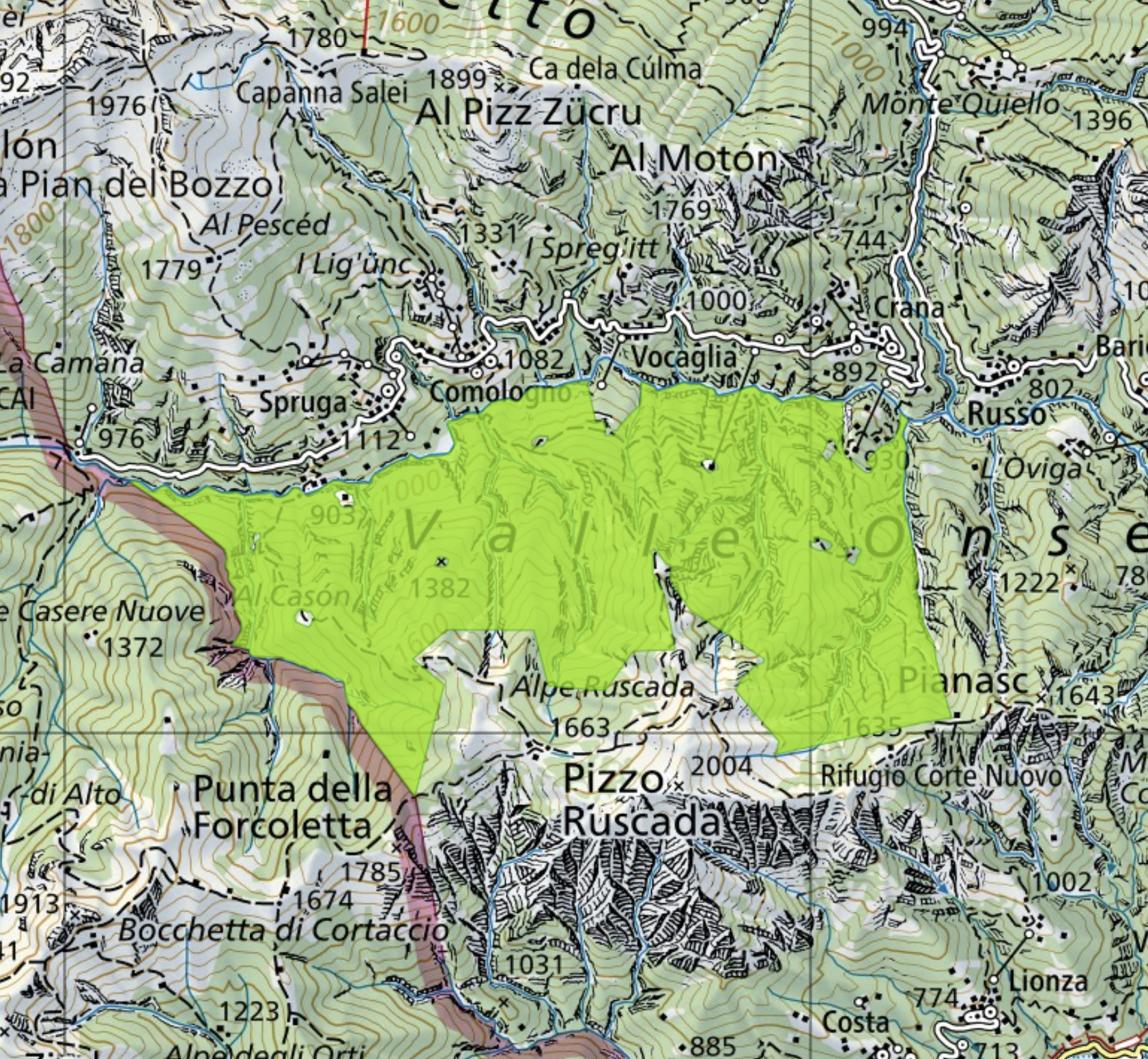
Karte des Waldreservats

Zwischen Mai und Oktober sind rund 10 km Wanderwege begehbar. In Comologno gibt es eine Dauerausstellung in der alten Poststelle. Führungen sind auf Anfrage möglich.